# Tituboea nevoi
Tituboea nevoi es una especie de insecto coleóptero de la familia Chrysomelidae.
Fue descrita científicamente en 2001 por Lopatin & Chikatunov.